# Wilhelminagebergte
Het Wilhelminagebergte, vernoemd naar koningin Wilhelmina, is een gebergte in ongeveer het midden van Suriname, in het district Sipaliwini en behoort tot het zeer oude precambrische Hoogland van Guyana. Het is voor een groot deel een onderdeel van het Centraal Suriname Natuurreservaat.

## Bergtoppen
De bekendste bergtoppen zijn de Julianatop met een hoogte van 1280 meter, de hoogste berg van Suriname, en de Tafelberg met een hoogte van 1026 meter.
Een andere opvallende bergtop is het Duivelsei, bestaande uit een rotsblok in de vorm van een ei op een hoogte van 980 meter.

## Natuur
Het door tropisch regenwoud omgeven en door andere wouden begroeide gebergte kent een zeer grote biologische diversiteit. Het aantal hogere plantensoorten wordt geschat op zo'n 3.000.

## Rivieren
Vele Surinaamse rivieren ontspringen in het Wilhelminagebergte, zoals (met de klok mee) de Linker- en Rechter Coppename, de Saramacca, enkele zijtakken van de Gran Rio (bronrivier van de Suriname), de Westrivier, de Oostrivier en de Rechter Kabalebo.

## Aangrenzende gebergten
Het Wilhelminagebergte wordt omgeven door kleinere en grotere gebergten. In het noordwesten van het gebergte bevindt zich het Bakhuisgebergte, in het noordoosten het kleinere Emmaketen en het Van Asch van Wijckgebergte, en in het zuiden het Eilerts de Haangebergte.